# Coccinella transversalis
Coccinella transversalis comúnmente conocida como la mariquita transversal, es una especie de mariquita que se encuentra desde la India a través del sur y sureste de Asia hasta Malasia y Australia.
No debe confundirse con Coccinella transversoguttata, una especie muy extendida en Europa y América del Norte también conocida como mariquita transversal.

## Descripción
Con una medida de 3,8 a 6,7 milímetros (0,15 a 0,26 pulgadas) de largo y de 3,3 a 5,45 milímetros (0,130 a 0,215 pulgadas) de ancho, la mariquita transversal muestra poca variación en su amplio rango. Tiene una cabeza negra con élitros predominantemente rojo brillante o naranja marcados fuertemente con una banda negra en la línea media y dos marcas laterales de tres lóbulos.

## Taxonomía
La mariquita transversal fue descrita por primera vez por el zoólogo danés Johan Christian Fabricius en 1781 como Coccinella transversalis y todavía lleva su nombre original. La descripción de Fabricius antecedió a que Carl Peter Thunberg nombrara a esta especie como C. repanda por varios meses.